# 6 février aux Jeux olympiques d'hiver de 2014
Le jeudi 6 février aux Jeux olympiques d'hiver de 2014 est le premier jour de compétition.

## Programme
| Heure UTC+4 (Sotchi)                          |               |
| bleu                                          | Cérémonie     |
| neutre                                        | Épreuve       |
| or                                            | Finale        |
| orange                                        | Petite finale |
| rose                                          | Reporté       |
| gris                                          | Annulé        |
| Compétition masculine                         | Hommes        |
| Compétition féminine                          | Femmes        |
| Compétition mixte (hommes et femmes mélangés) | Mixte         |
| Compétition en couple (1 homme et 1 femme)    | Couple        |
| modifier                                      |               |

| Horaire | Discipline Spécialité | Discipline Spécialité                                      | Discipline Spécialité                      | Phase                 | Résultats | Références |
| ------- | --------------------- | ---------------------------------------------------------- | ------------------------------------------ | --------------------- | --------- | ---------- |
| 10:00   |                       | Snowboard Slopestyle                                       | Compétition hommes                         | Qualification         | -         | -          |
| 10:00   |                       | Snowboard Slopestyle                                       | Compétition femmes                         | Qualification         | -         | -          |
| 18:00   |                       | Ski acrobatique Bosses                                     | Compétition femmes                         | Qualification         | -         | -          |
| 19:30   |                       | Patinage artistique Épreuves par équipes - Programme court | Compétition en couple (1 homme et 1 femme) | Manche de compétition | -         | -          |
| 19:30   |                       | Patinage artistique Épreuves par équipes - Programme court | Compétition hommes                         | Manche de compétition | -         | -          |